# Église Saint-Jacques de Sensacq
L'église Saint-Jacques de Sensacq se situe sur la commune de Miramont-Sensacq, dans le département français des Landes. Elle est une étape sur la Via Podiensis ou Route du Puy du pèlerinage de Saint-Jacques-de-Compostelle. 
Ce monument fait l’objet d’une inscription au titre des monuments historiques depuis le 17 février 1997.

## Présentation
L'église Saint-Jacques de Sensacq est construite entre le XIe siècle et le XIIe siècle, sur l'emplacement d'un site antique dont elle remploie les matériaux. Elle subit des démolitions dues aux guerres de Religion dans les Landes avant d'être restaurée. Autrefois placée sous l'invocation de Saint Jacques, elle est dotée d'un clocher-mur et de fonts baptismaux carolingiens par immersion. Sa situation isolée en rase campagne étonne. Elle est le vestige d'un ensemble plus vaste, comme son patronage le laisse supposer, mais aussi des marques de tâcheron du chevet : ces signatures de tailleurs de pierre sont les mêmes qu'à Aire-sur-l'Adour. Pas de traces de voûte mais une charpente en carène de bateau qui l'imitait, mise à jour par les Monuments historiques[précision nécessaire].